# Пашков, Михаил Борисович
Михаил Борисович Пашков (род. 24 июля 1926 года) — советский  металлург-прокатчик и рационализатор производства. Лауреат Государственной премии СССР (1974).

## Биография
Родился 24 июля 1926 года в  посёлке Березинский, Чесменского района Челябинской области.
С 1942 года в период Великой Отечественной войны, в возрасте шестнадцати лет, М. Б. Пашков начал свою трудовую деятельность учеником токаря, позже после получения соответствующей квалификации был назначен токарем механического цеха Магнитогорского металлургического комбината имени И. В. Сталина Народного комиссариата вооружения СССР, в период войны завод занимался выпуском военной продукции для нужд фронта. 
С 1948 по 1951 годы проходил обучение в Магнитогорском индустриальном техникуме . С 1951 года начал работать — вальцовщиком, позже был назначен — старшим вальцовщиком шестого валкового реверсивного стана второго листопрокатного цеха, с 1954 года был назначен — мастером  прокатного отделения в третьем листопрокатном цехе Магнитогорского металлургического комбината, М. Б. Пашков был инициатором нового производства по освоению  холоднокатаного стального листа. 
22 марта 1966 года Указом Президиума Верховного Совета СССР «За достигнутые успехи в выполнении заданий семилетнего плана по развитию черной металлургии» Михаил Борисович Пашков был награждён Орденом Трудового Красного Знамени.  
Будучи рационализатором производства М. Б. Пашков входил в группу специалистов 
при цехе производственного участка Магнитогорского металлургического комбината, занимавшихся созданием и выпуском в производство тончайших стальных пластин для теневых масок цветных телевизоров. 
7 ноября 1974 года Постановлением ЦК КПСС и Совета Министров СССР «за разработку технологии и создание оборудования для получения кинескопной стали» Михаил Борисович Пашков был удостоен — Государственной премии СССР.
После выхода на заслуженный отдых жил в городе Магнитогорске Челябинской области.

## Награды
Основной источник:
- Орден Трудового Красного Знамени (1966)
- Медаль «За доблестный труд в Великой Отечественной войне 1941—1945 гг.»
- Медаль «В ознаменование 100-летия со дня рождения Владимира Ильича Ленина»

### Звания
- Государственная премия СССР (1974[3])
- Почётный металлург СССР (1957)